# Sheaffer
Sheaffer Pen Corporation (pronunciado [ʃejfer]) es una empresa estadounidense de fabricación de instrumentos de escritura, especialmente plumas estilográficas de lujo. La empresa fue fundada en 1913 por Walter A. Sheaffer en Fort Madison, Iowa, para explotar su invención de una pluma estilográfica de palanca. La marca fue vendida por la empresa francesa Bic a A.T. Cross Company en agosto de 2014.

## Historia
En 1912, Walter A. Sheaffer tomó su idea de un aparato de llenado de bolígrafos que utilizaba un sistema de palanca y, con los ahorros de toda su vida, fundó WA Sheaffer Pen Company en Fort Madison, Iowa. La compañía se estableció en la trastienda de la joyería del Sr. Sheaffer con siete empleados y se incorporó un año después, en 1913. En la década de 1930, las plumas estilográficas Sheaffer se anunciaban como la pluma que "se llena instantáneamente desde cualquier tintero, con un toque de un dedo. Se limpia automáticamente al llenar".
Sheaffer ha fabricado plumas estilográficas hasta la actualidad. El mecanismo de llenado de palanca original se mantuvo en uso hasta finales de la década de 1940, aunque a principios de la década de 1930 se introdujo un diseño de émbolo sin saco. En 1949, Sheaffer adoptó el mecanismo de llenado neumático "Touchdown" para sus estilográficas de primera línea. Un desarrollo del diseño Touchdown fue el Snorkel, que agregó un pequeño tubo extensible debajo de la punta para evitar la necesidad de sumergir la punta en tinta al operar el émbolo de llenado. El último bolígrafo Snorkel fue el "Pen For Men (PFM)" de gran tamaño, un modelo de cuerpo grueso introducido en 1959 con el entonces nuevo "Inlaid Nib" que desde entonces ha aparecido en todos los bolígrafos de gama alta de Sheaffer.

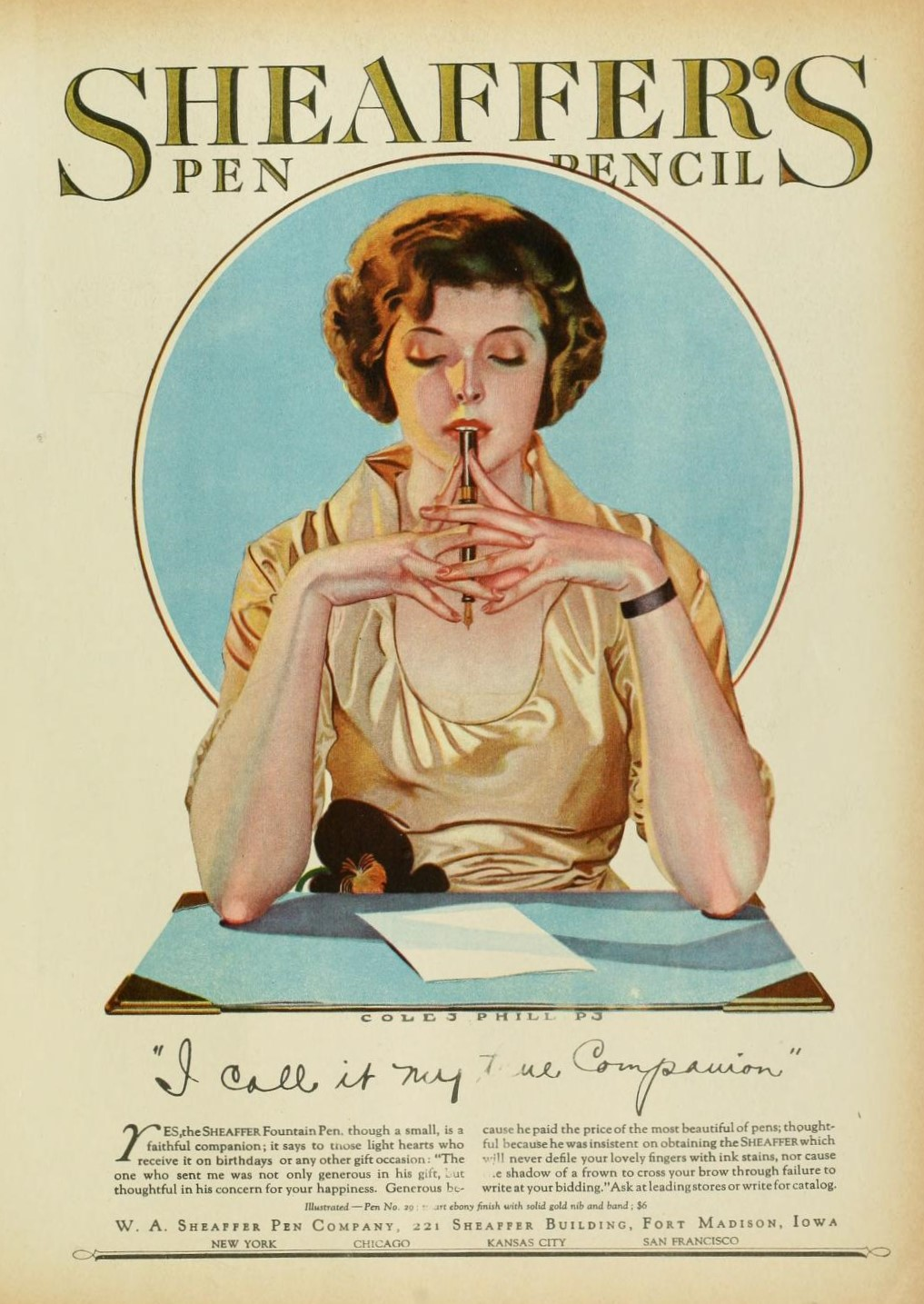
Anuncio de 1920, pintado por Coles Phillips

Todos los bolígrafos Sheaffer posteriores a 1959 (excluyendo el PFM) fueron diseñados para aceptar cartuchos de tinta o un convertidor para permitir el uso de tinta embotellada. El Targa era un modelo de gama alta popular que se introdujo en 1976 y tenía más de 80 acabados diferentes y dos tamaños (clásico y delgado). El aún muy popular bolígrafo Connaisseur se introdujo en 1986 (utilizando la ortografía idiosincrásica como una táctica de marketing) como una versión mejorada de la línea No-Nonsense de bajo costo que rindió homenaje a las anteriores tapas planas de Sheaffer e incluía la gama alta Grande y tres series de Levenger Connoisseur's que eran de doble marca y vendidas por Levenger.
Otra pluma estilográfica popular de Sheaffer fue la "School Pen" de bajo coste. Los bolígrafos de alta gama actuales de la gama incluyen las series Valor y Legacy, todas las cuales conservan la punta con incrustaciones.
El 31 de julio de 1997, Société Bic S.A., conocida por sus bolígrafos y encendedores Bic, acordó comprar Sheaffer por menos de $ 50 millones. Société Bic compró Sheaffer a Gefinor S.A., un banco de inversión con sede en Ginebra, según Thierry Michels, director de comunicaciones de Bic. Michels dijo que Bic pagó menos de los $ 50 millones que Sheaffer había logrado en las ventas anuales actuales. En el momento de la compra de Bic, Sheaffer tenía 550 empleados, 450 de los cuales tenían su sede en América del Norte.[cita requerida]
En 2003, los funcionarios corporativos anunciaron su intención de cerrar la planta de Sheaffer en Fort Madison, Iowa, después de casi un siglo de fabricar bolígrafos en la ciudad del sureste de Iowa. En su apogeo, la compañía empleó a más de 1,000 personas en Fort Madison. El cierre de la fábrica se completó a finales de marzo de 2008 y afectó a unos 40 trabajadores. El departamento de ensamblaje de la punta de la pluma estilográfica de Sheaffer se trasladó a un fabricante externo en China. Las operaciones de servicio al cliente, compras, tecnología de la información, almacenamiento y distribución, empaque y control de calidad se trasladaron a Eslovaquia.
Sheaffer se vendió en agosto de 2014 a A.T. Cross Company por $ 15 millones (EE. UU.)

## Productos
Sheaffer fabrica actualmente trece modelos de instrumentos de escritura de lujo: Taranis, Legacy Heritage, Prelude, Prelude Mini, Sagaris, Intensity, 500, 300, 200, 100, Stylus, Sentinel y VFM. Además de instrumentos de escritura, Sheaffer también fabrica estuches de cuero para bolígrafos y porta tabletas, dos juegos de caligrafía, tres tipos de borradores de lápiz, recargas de bolígrafo y rollerball, recargas de lápiz óptico, convertidores Sheaffer, ocho colores de tinta embotellada Skrip, cartuchos Sheaffer Skrip y Skrip cartuchos universales.
En 2013, Sheaffer lanzó la colección de instrumentos de escritura de lujo de Ferrari.
En 2017, Sheaffer lanzó una nueva línea de bolígrafos, llamada The Sheaffer Ion y The Sheaffer Pop, en un intento de atraer a un consumidor moderno y creativo.